# 武汉中心
武汉中心大厦（英語：Wuhan Tower）是武汉市一栋已建成的438公尺（1,437英尺）高的摩天大楼。

## 历史
这栋华东建筑设计研究院设计的88层高的建筑是2009年开工的，2015年封顶装饰后于2019年正式投入使用。成为武汉第一栋超过400米的建筑。
2020年，位于武汉中心大厦对面武汉世贸中心已开始建设，与武汉中心大厦同高同设计，预计2025年建成时将成为中国最高，世界第二高的双子星大楼。

## 功能劃分
| 樓層   | 用途                             |
| ------ | -------------------------------- |
| 88M    | 觀景廳                           |
| 88     | 觀景廳大堂                       |
| 87     | 機械層、避難層                   |
| 86     | 總統套房、酒吧                   |
| 68-85  | 酒店客房                         |
| 67M    | 機械層                           |
| 67     | 酒店餐廳                         |
| 66     | 酒店空中大堂/配套設施            |
| 65     | 酒店配套設施(健身娛樂)           |
| 64     | 酒店後勤、機械層                 |
| 63     | 機械層、避難層                   |
| 48-62  | 服務式酒店                       |
| 47     | 機械層、避難層                   |
| 33-46  | 服務式酒店                       |
| 32     | 服務式酒店空中大堂               |
| 31     | 機械層、避難層                   |
| 19-30  | 寫字樓                           |
| 18     | 機械層、避難層                   |
| 6-17   | 寫字樓                           |
| 5      | 機械層、避難層                   |
| 3-4    | 宴會廳、多功能會議室             |
| 2      | 觀景台及宴會廳入口大堂           |
| 1      | 寫字樓、服務式酒店及酒店入口大堂 |
| B4-B1M | 停車場、機械層、貨物起卸區       |

## 烂尾疑云
武汉中央商务区自2015年以后就不再传出施工的讯息，其高层建筑的规划与施工，均在隔年逐渐停工。作为中央商务区最高的建筑武汉中心大厦也是自从官宣封顶以来，就停止了对外招租，时至今日，不少网友前去商务区时也发现该建筑出于停工状态，四周接被围栏隔阻，但并未宣布停工或者烂尾。有人认为该建筑实际已经烂尾或者停工，其原因是作为首要开发商的泛海控股股份有限公司现在是负债累累。根据他们公司2021年年中的财务报告数据显示，截止到2021年6月30日，泛海控股的负债总额高达1362.88亿元，这么大的负债，如果遇到债主们逼债，破产几乎是不可避免的。
实际上，在本世纪初，泛海控股就和武汉市政府共同开发武汉王家墩机场搬迁后的地块，命名为武汉中央商务区，泛海控股成立了武汉中央商务区股份有限公司。在此建设武汉中心大厦与其他商业和住宅项目。武汉CBD，很多人叫做泛海CBD。因为这个CBD，基本就是泛海控股独家开发运营的。武汉CBD项目，从2002年开始启动，到武汉CBD第一个住宅项目泛海国际樱海园开工，历时6年；接着，泛海SOHO和泛海城市广场运营，又过去了5年。不少武汉人认为，泛海做武汉CBD，就是在磨洋工。直到后来，武汉中心大厦彻底停工。大家现在才认识到，靠泛海控股股份有限公司的实力，武汉CBD和武汉中心大厦，都不可能建成。
2023年2月21日，泛海控股股份有限公司武汉多处资产被民生银行申请财产保全，已被法院执行。根据泛海控股披露诉讼进展公告和《财产保全案件执行情况告知书》等材料，民生银行北京分行就两起诉讼向北京金融法院分别申请了财产保全，北京金融法院对武汉公司、武汉中心公司的部分财产采取了保全措施。保全措施包括查封武汉中心公司名下的武汉中心项目土地及在建工程，武汉中心/栋/单元-4-4、6-17、19-30、32-46、48-62、64-85、87-88层1号的不动产，查封期限自2023年2月17日起至2026年2月16日。

## 图集

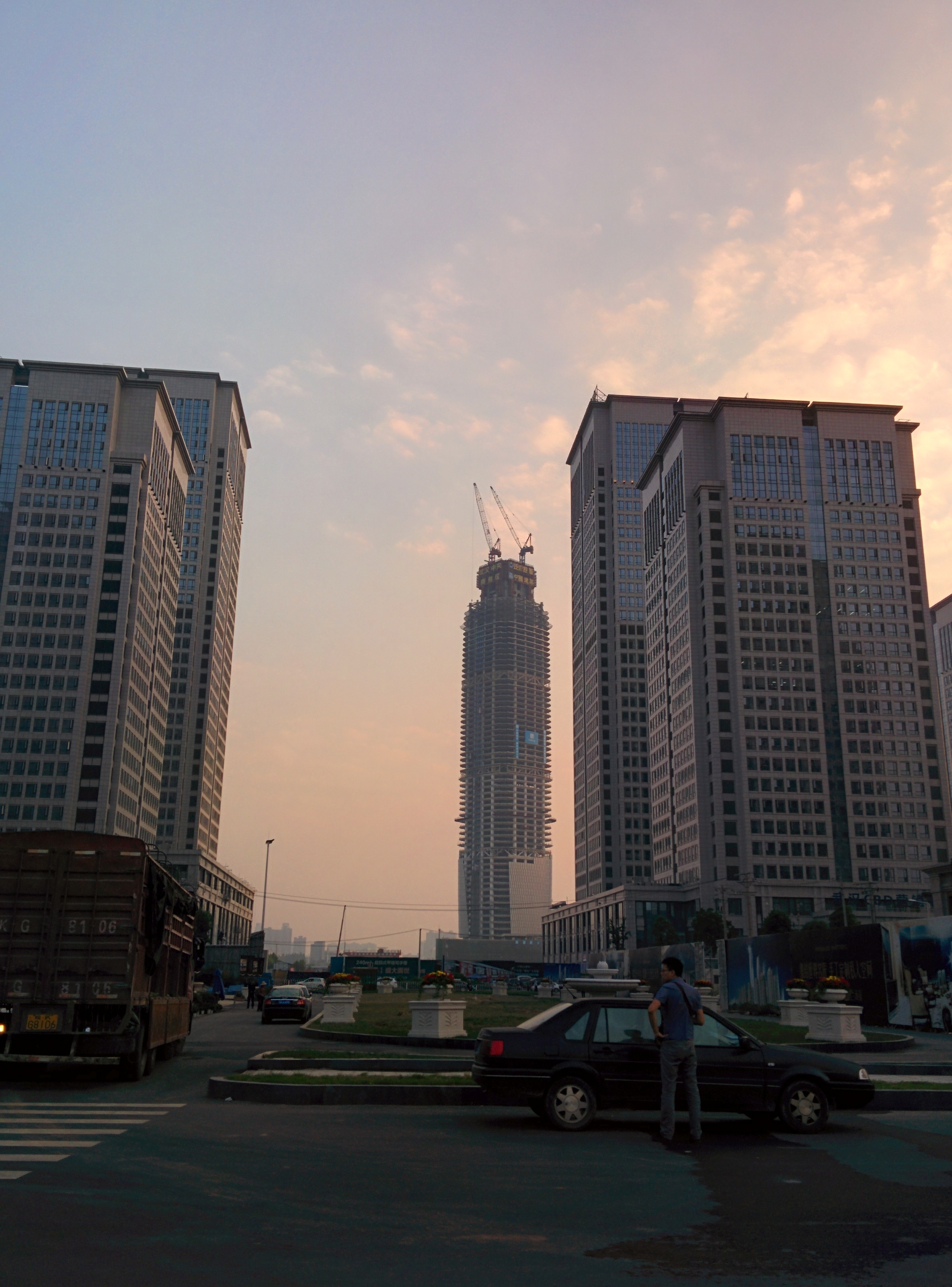
2014年10月
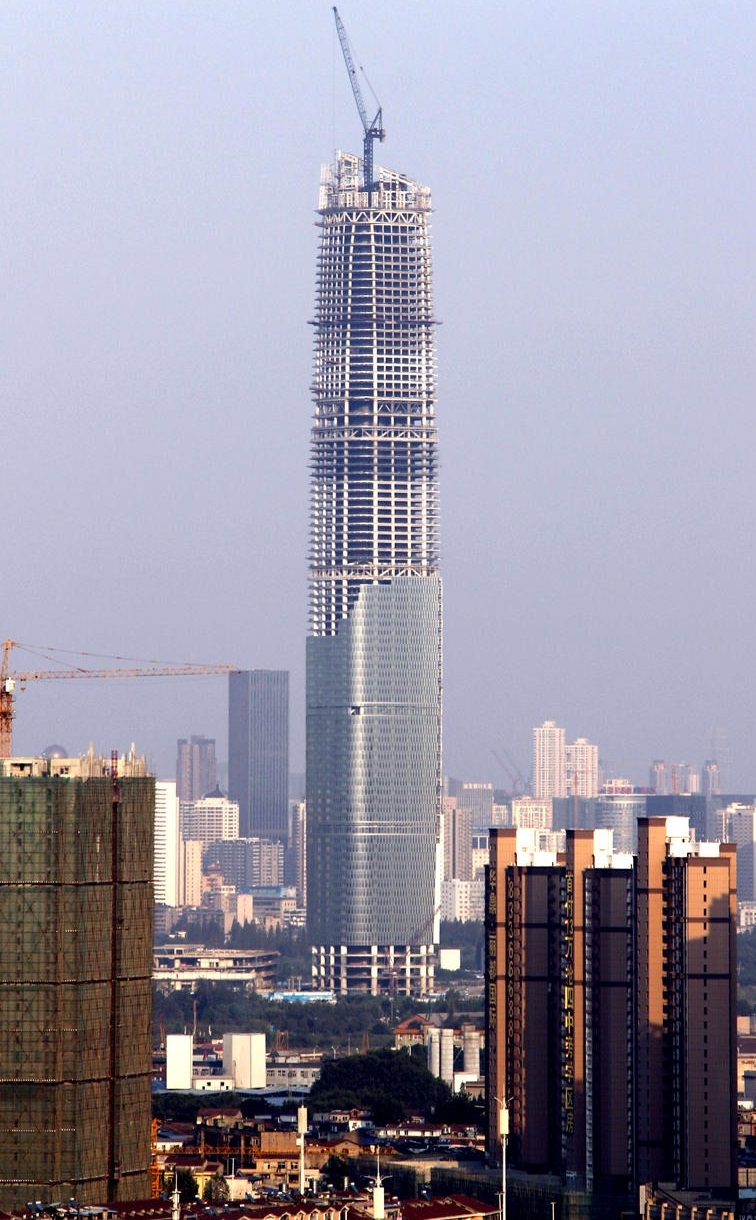
2015年9月
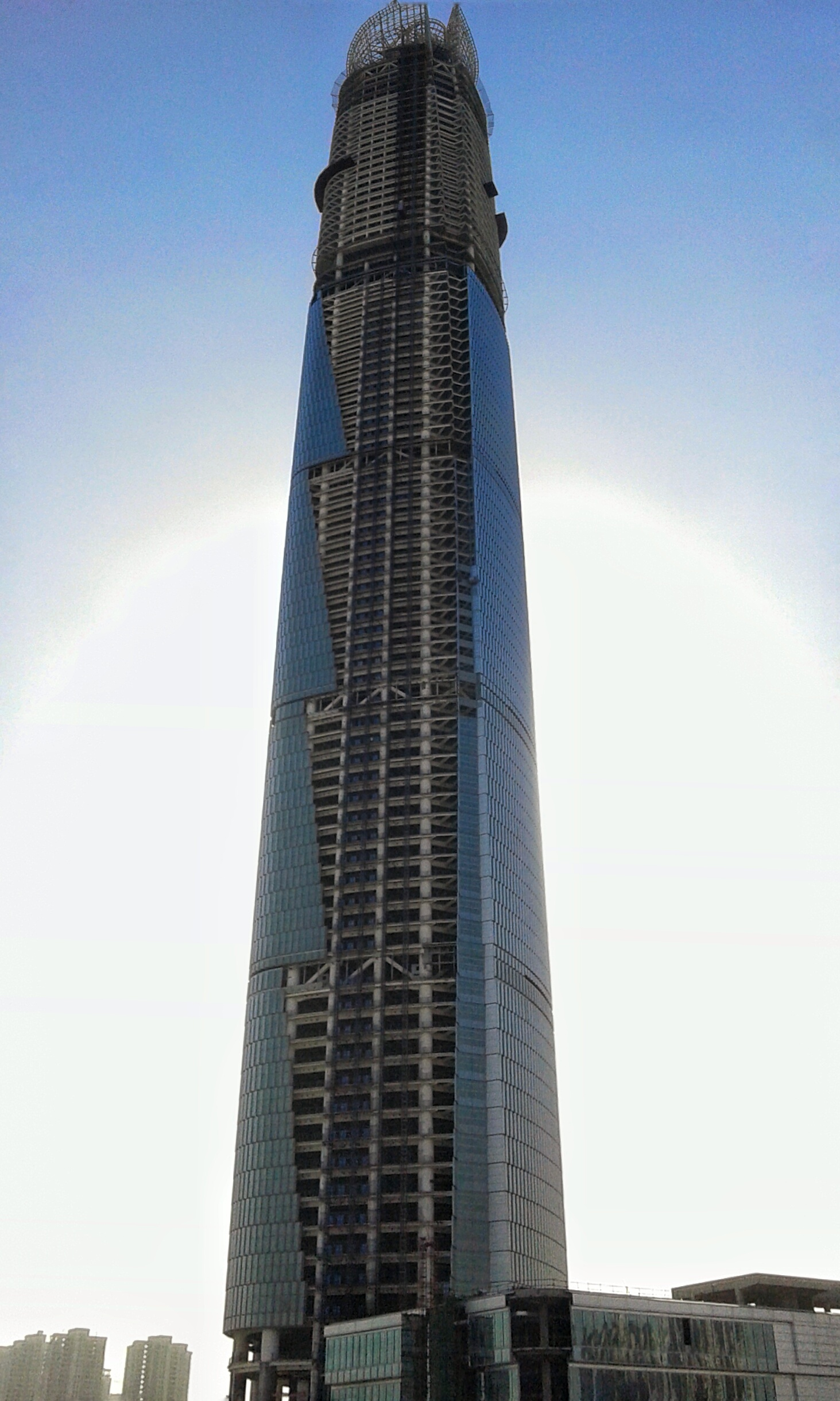
2016年1月
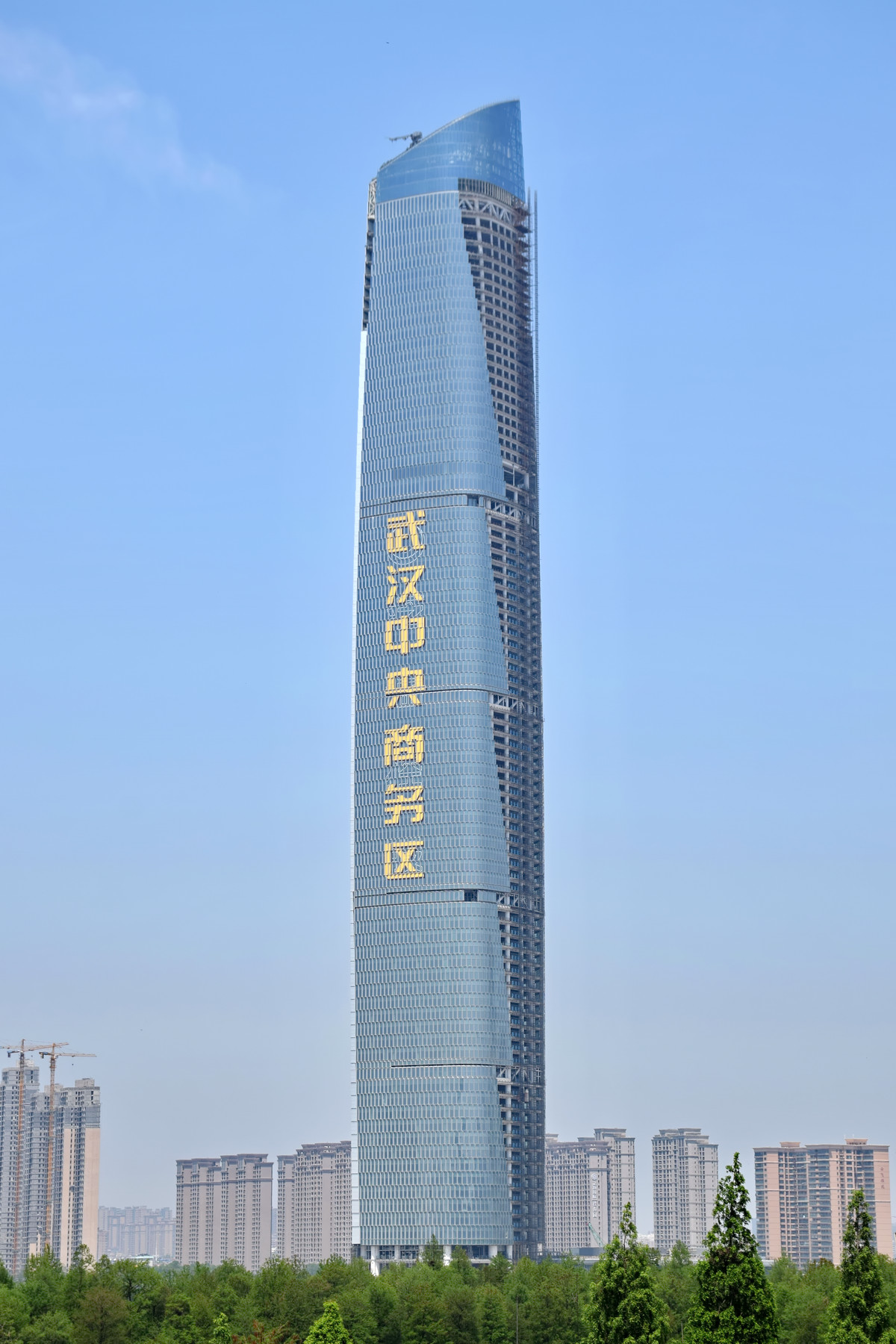
2017年4月
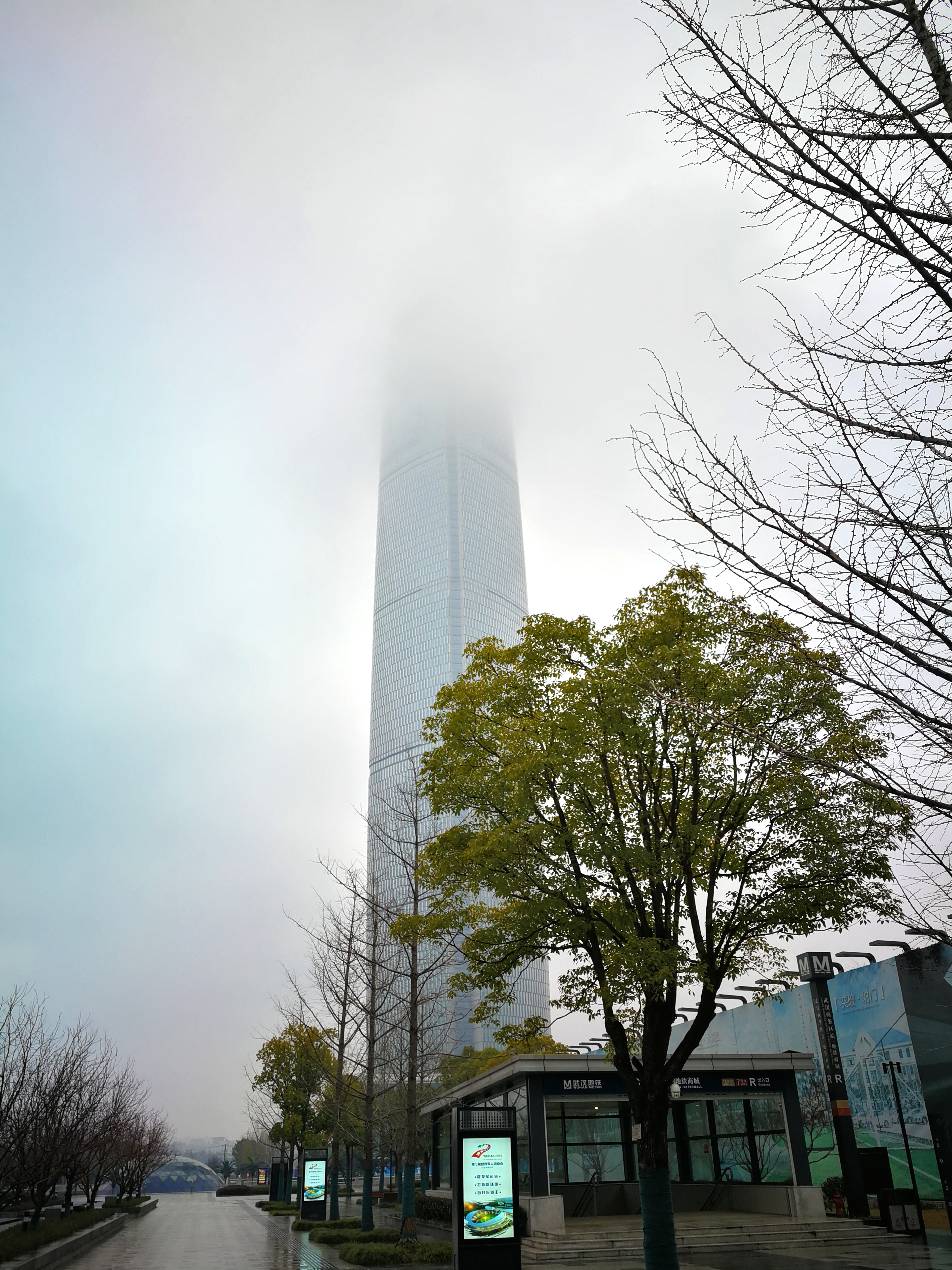
2019年2月
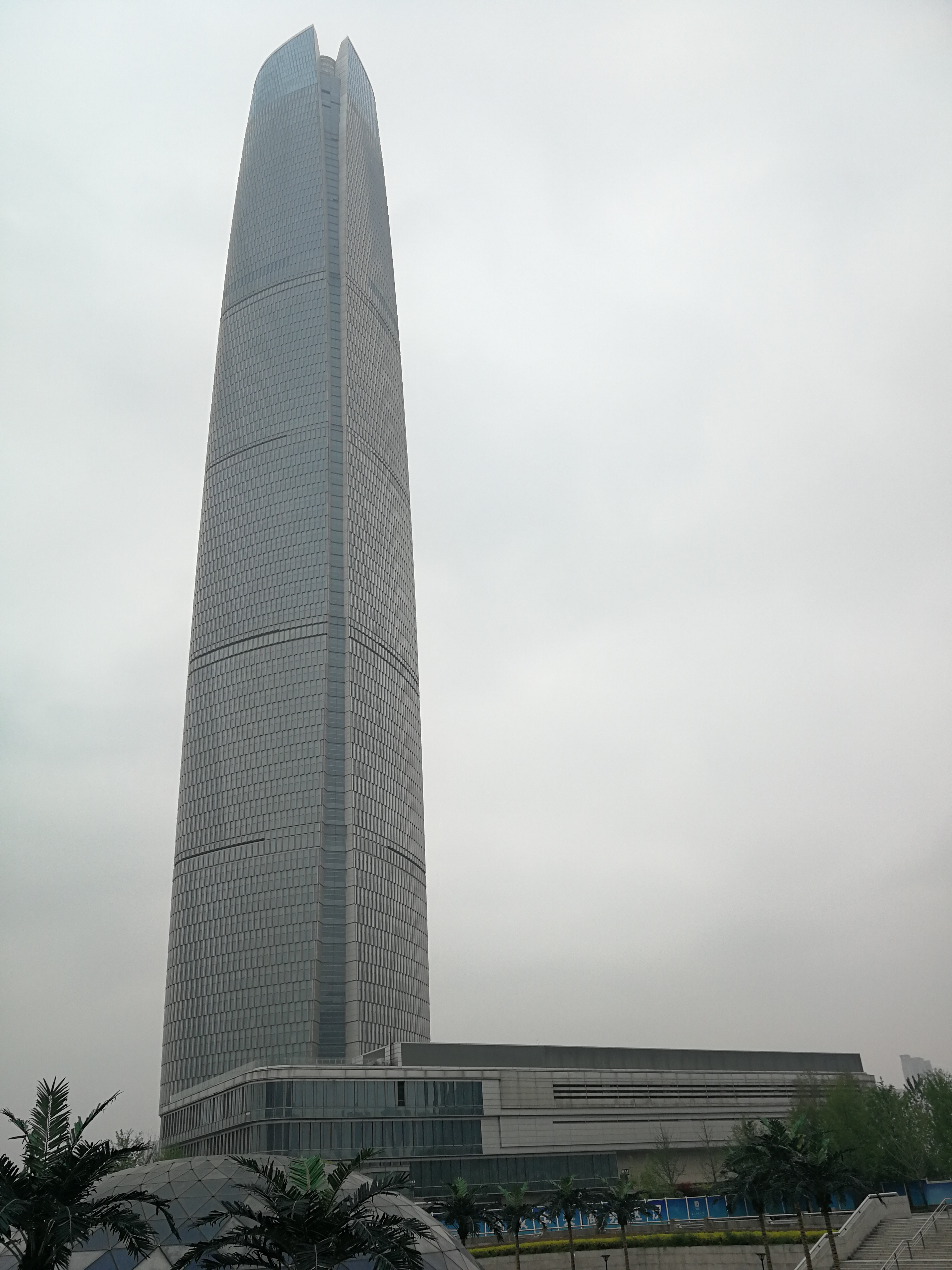
2019年4月
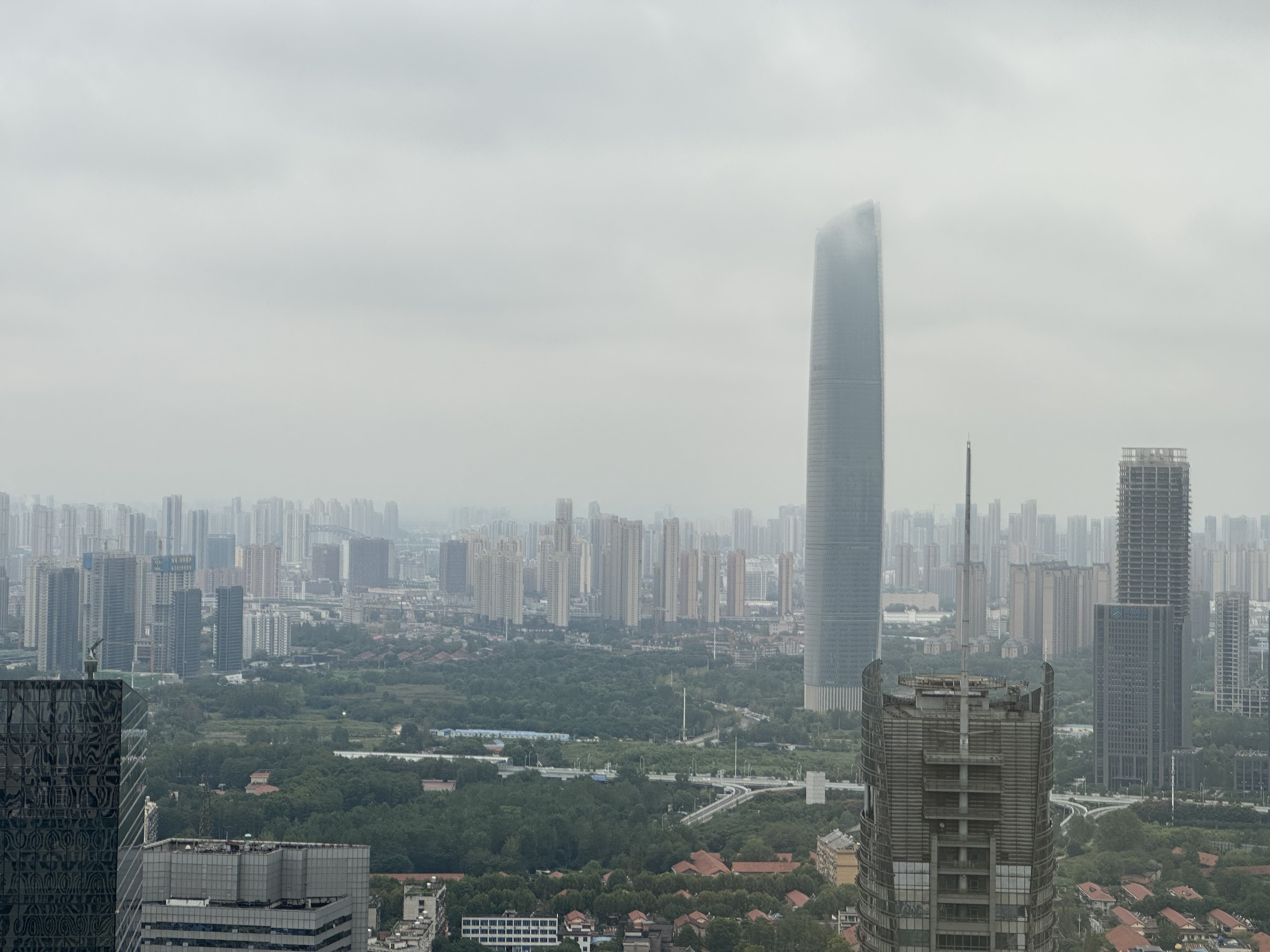
2023年9月